# Anastrepha suspensa
Anastrepha suspensa is een vliegensoort uit de familie van de boorvliegen (Tephritidae). De wetenschappelijke naam van de soort is voor het eerst geldig gepubliceerd in 1862 door Loew.
De waardplanten van deze soort komen uit de mirtefamilie, met name guave, Eugenia en Syzygium. Het vrouwtje legt de eitjes onder de schil van de vrucht, waarna de eitjes na 3 tot 12 dagen uitkomen. De wittige larve eet gedurende 15 tot 32 dagen van het vruchtvlees. De verpopping vindt plaats in de grond onder de waardplant. Na 15 tot 19 dagen komt de pop uit. 
De soort komt voor in de Caraïben en wordt ook incidenteel in het zuiden van de Verenigde Staten waargenomen, maar heeft zich daar niet gevestigd.  